# Andrej Plenković
Andrej Plenković (Zagreb, 8. april 1970) hrvatski je političar i pravnik. Predsjednik јe Vlade Republike Hrvatske i predsjednik Hrvatske demokratske zajednice od 2016. Član Evropskog parlamenta bio je od 2013. do 2016. Takođe je bio posmatrač u Evropskom parlamentu između 2012. i 2013, te poslanik u Hrvatskom saboru od 2011. do 2013.

## Mladost
Plenković je rođen u Zagrebu. Upisao je Pravni fakultet u Zagrebu 1988, a diplomirao 1993. na temu Institucije Europske zajednice i proces donošenja odluka na Katedri međunarodnog javnog prava kod profesorke Nine Vajić, bivše sudinice Evropskog suda za ljudska prava u Strazburu. Tokom studija radio je kao prevodilac volonter u Posmatračkoj misiji Evropske zajednice u Hrvatskoj između 1991. i 1992.
Za vrijeme studija aktivno je učestvovao u radu Evropske udruge studenata prava (ELSA). Predsjednik ELSA-e Zagreb postao je 1991, a predsjednik ELSA-e Hrvatske 1992, te predsjednik Međunarodnog komiteta ELSA-e sa sjedištem u Briselu 1993. U tom periodu učestvovao je na brojnim međunarodnim konferencijama u Evropi i SAD, te je organizovao nekoliko stručnih skupova u Hrvatskoj. Studentsku praksu obavio je 1992. u advokatskoj firmi Stefenson Harvud u Londonu. Na stažu u Evropskoj narodnoj stranci u Evropskom parlamentu boravio je 1993. Iduće godine stažirao je i u hrvatskoj Misiji pri Evropskoj zajednici, koju je tada vodio hrvatski ambasador.
Državni stručni ispit položio je 1997, a 1999. Savjetnički ispit pri Ministarstvu spoljnih poslova. Magistrirao je međunarodno pravo 2002. s magistarskim radom Subjektivitet EU i razvoj Zajedničke vanjske i sigurnosne politike. Iste godine položio je i pravosudni ispit.
Govori engleski, francuski i italijanski, a služi se i njemačkim jezikom.

## Diplomatija
Plenković je od 1994. do 2002. radio kao diplomat u Ministarstvu spoljnih poslova gdje je obavljao niz funkcija. Između ostalog, bio je načelnik Odjela za evropske integracije, savjetnik ministra za evropske poslove, član Pregovaračkog tima za Sporazum o stabilizaciji i pridruživanju između Hrvatske i Evropske unije.
Funkciju zamjenika šefa hrvatske Misije pri Evropskoj uniji u Briselu preuzeo je 2002. U tom svojstvu bio je zadužen za koordinaciju političkih aktivnosti Misije, te za pripremu podnošenja zahtjeva Hrvatske za članstvo u Evropskoj uniji. Zamjenikom ambasadora u Francuskoj postao je 2005.
U aprilu 2010. postao je državni sekretar za evropske integracije gdje je upravljao radom Ministarstva spoljnih i evropskih poslova na političkim i ekonomskim odnosima s članicama Evropske unije od decembra 2011. Imao je istaknutu ulogu u kampanji za referendum o pristupanju Evropskoj uniji 2013. Kao državni sekretar, obnašao je funkciju nacionalnog koordinatora za Dunavsku strategiju EU.

## Politički angažman
U Hrvatsku demokratsku zajednicu učlanio se 2011. Postao je poslanik u Hrvatskom saboru 22. decembra 2011. Bio je supredsjedavajući Zajedničkog parlamentarnog komiteta Hrvatskog sabora i Evropskog parlamenta, te član saborskih komiteta za spoljnu politiku, evropske integracije, za pravosuđe, za zaštitu okoliša i za međuparlamentarnu saradnju. Odlukom Hrvatskog sabora od aprila 2012. do jula 2013. bio je jedan od 12 hrvatskih predstavnika promatrača u Evropskom parlamentu.
Od 1. jula 2013. bio je predstavnik Evropske narodne stranke i HDZ-a u Evropskom parlamentu. Član je Komiteta za ustav Evropskog parlamenta te Delegacije za odnose sa zemljama jugoistočne Evrope. Učestvuje i u radu niza drugih komiteta.
Predsjednik HDZ-a postao je 17. jula 2016. Bio je jedini kandidat na unutarstranačkim izborima.

## Dolazak na vlast
Nakon relativne pobede HDZ-a na izborima za Sabor održanim 11. septembra 2016. godine, predsjednica RH Kolinda Grabar Kitarović je 10. oktobra 2016. dala Plenkoviću mandat za sastavljanje 14. Vlade RH. Dana 19. oktobra, sa 91 glasom "za", 3 uzdržana i 45 glasova "protiv", u Saboru je izglasano poverenje hrvatskoj Vladi Andreja Plenkovića.

## Odnosi sa Srbijom

### Blokada Srbije od strane Hrvatske u procesu intengracija u EU
U senci afere hrvatske predsednice Kolinde Grabar Kitarović sa srpskim čokoladama, dana 12. decembra 2016. godine, blokadom otvaranja poglavlja 26 o obrazovanju i kulturi Hrvatska već drugi put u samo nekoliko meseci je nastavila kontinuitet politike konfrontacije i animoziteta prema Srbiji. Andrej Plenković je kao glavni razlog za hrvatsko “ne” naveo da je hrvatski zahtev za vraćanjem kulturnog blaga SPC u Hrvatsku, kao i insistiranje na pravima hrvatske manjine u Srbiji, odnosno udžbenicima i nastavi na hrvatskom jeziku. Samo 11 dana kasnije, 23. decembra zvanični Zagreb odblokirao je poglavlje 26 u pregovorima Srbije i EU. Andrej Plеnković je potvrdio ukidanje blokade Srbiji.

### Spomenik u Jasenovcu sa parolom "Za dom spremni" i izvinjenje
Veterani Hrvatskih odbrambenih snaga (HOS) su 3. decembra u centru Jasenovca, nedaleko od bivšeg ustaškog koncentracionog logora, otkrili spomen-obeležje na kojem je uklesana ustaška krilatica "Za dom spremni". Parola je 5. novembra ugravirana na ploči koja je postavljena na zgradu na Trgu kralja Petra Svačića, kao znak sećanja na 11 poginulih pripadnika Prve satnije "Ante Paradžik" HOS, koji su poginuli na tom području, pišu zagrebačke "Novosti", list koji izdaje Srpsko narodno vijeće (SNV). To je izazvalo oštre osude u Srbiji i Republici Srpskoj, kao i među srpskim predstavnicima u Hrvatskoj. Dana 18. decembra, premijer Hrvatske Andrej Plenković izvinio se onima koje vređa ustaški pozdrav "Za dom spremni" ispisan na spomen-ploči poginulim pripadnicima HOS-a u Jasenovcu, navodeći da mu je žao što je ploča postavljena. Zbog neadekvatne reakcije institucija, "Inicijativa mladih za ljudska prava" 29. decembra je prelepila spomen-tablu na kojoj je istaknut pozdrav "Za dom spremni" u Jasenovcu.